# Arrisrieder Moos
Das Gebiet Arrisrieder Moos ist ein mit Verordnung vom 19. Juli 1989 durch das Regierungspräsidium Tübingen ausgewiesenes Naturschutzgebiet (NSG-Nummer 4.161) und ein es umgebendes Landschaftsschutzgebiet (30. Januar 1979; LSG-Nummer 4.36.031) gleichen Namens im Gebiet der Gemeinde Kißlegg im baden-württembergischen Landkreis Ravensburg in Deutschland.

## Lage
Das rund 111 Hektar große Naturschutzgebiet und das 189 Hektar große Landschaftsschutzgebiet Arrisrieder Moos gehören naturräumlich zum Westallgäuer Hügelland. Sie liegen rund vier Kilometer südlich der Ortsmitte Kißleggs, östlich der Bahnlinie nach Wangen und nordwestlich der Autobahn 96 auf einer Höhe von 645 bis 652 m ü. NN. In den Flurkarten wird die Gemarkung mit Sommersried bezeichnet.

## Beschreibung
Beim NSG Arrisrieder Moos handelt es sich um einen Hochmoorrest von beachtlicher Größe mit ihn umgebenden verschiedenartigen Moorbiotopen. Es entstand am Ende der Würmeiszeit vor etwa 10000 Jahren zwischen zwei Endmoränenwällen, die damals vom Rheingletscher aufgeschoben worden waren.
Im 18. Jahrhundert wurde im Arrisrieder Moos erstmals in größerem Umfang Torf gestochen. Der Torfkörper besitzt eine Mächtigkeit von bis zu fünf Metern. 1914 wurde im Süden des heutigen Naturschutzgebietes ein Torfwerk errichtet. Nachdem der Torfabbau im Jahr 1960 eingestellt worden war, versuchte in den 70er Jahren eine Torfabbaufirma, mit allen Mitteln die Genehmigung für die weitere Nutzung des Moores zu erhalten. Durch Widerstand aus der Bevölkerung konnte die endgültige Zerstörung des Moors verhindert werden: die Forstverwaltung erklärte das Gebiet 1984 zum Schonwald, 1989 erfolgte die zusätzliche Sicherung als Naturschutzgebiet.

## Flora und Fauna

### Flora
Im Naturschutzgebiet konnten bisher 269 höhere Pflanzenarten nachgewiesen werden, darunter rund 30 als „gefährdet“ bzw. „stark gefährdet“ geltende Arten. Aus der schützenswerten Flora sind unter anderem folgende Pflanzenarten zu nennen:
- Gewöhnliches Fettkraut (Pinguicula vulgaris), eine fleischfressende Pflanze aus der Familie der Wasserschlauchgewächse
- Kleines Knabenkraut (Orchis morio), ein Vertreter der Familie der Orchideen
- Mehlprimel (Primula farinosa), eine Art aus der Familie der Primelgewächse

### Fauna
Im Arrisrieder Moos leben, bedingt durch die Großflächigkeit und die Vielfältigkeit des Gebiets, eine Vielzahl seltener und gefährdeter Tierarten, die zum Teil in der Roten Liste gefährdeter Arten geführt werden. Zur schützenswerten Fauna gehören neben einer Vielzahl von Libellenarten unter anderem
- Hochmoorgelbling (Colias palaeno), ein Schmetterling aus der Familie der Weißlinge
- Kreuzotter (Vipera berus), eine kleine bis mittelgroße Giftschlange aus der Familie der Vipern und auch ihre schwarze Farbvariante, die Höllenotter